# هومر بيج
هومر بيج (بالإنجليزية: Homer Page)‏ هو مصور أمريكي، ولد في 1918 في أوكلاند في الولايات المتحدة، وتوفي في 6 سبتمبر 1985 في كورنوال في الولايات المتحدة.